# Montvicq
Montvicq ist eine französische Gemeinde mit 697 Einwohnern (Stand 1. Januar 2022) im Département Allier in der Region Auvergne-Rhône-Alpes (vor 2016 Auvergne). Sie gehört zum Arrondissement Montluçon und zum Kanton Commentry.

## Geographie
Montvicq liegt etwa 18 Kilometer ostsüdöstlich von Montluçon am Flüsschen Voirat.

### Nachbargemeinden
Umgeben ist Montvicq von den Nachbargemeinden Doyet im Westen und Norden, Bézenet im Nordosten und Osten, Louroux-de-Beaune im Osten und Südosten, Hyds im Süden sowie Malicorne im Südwesten.

## Bevölkerungsentwicklung
| Jahr      | 1962 | 1968 | 1975 | 1982 | 1990 | 1999 | 2006 | 2011 | 2019 |
| Einwohner | 873  | 830  | 802  | 677  | 677  | 685  | 726  | 735  | 715  |

## Sehenswürdigkeiten
- Kirche Saint-Prejet aus dem 19. Jahrhundert
- Burgruine aus dem 12. Jahrhundert

Siehe auch: Liste der Monuments historiques in Montvicq

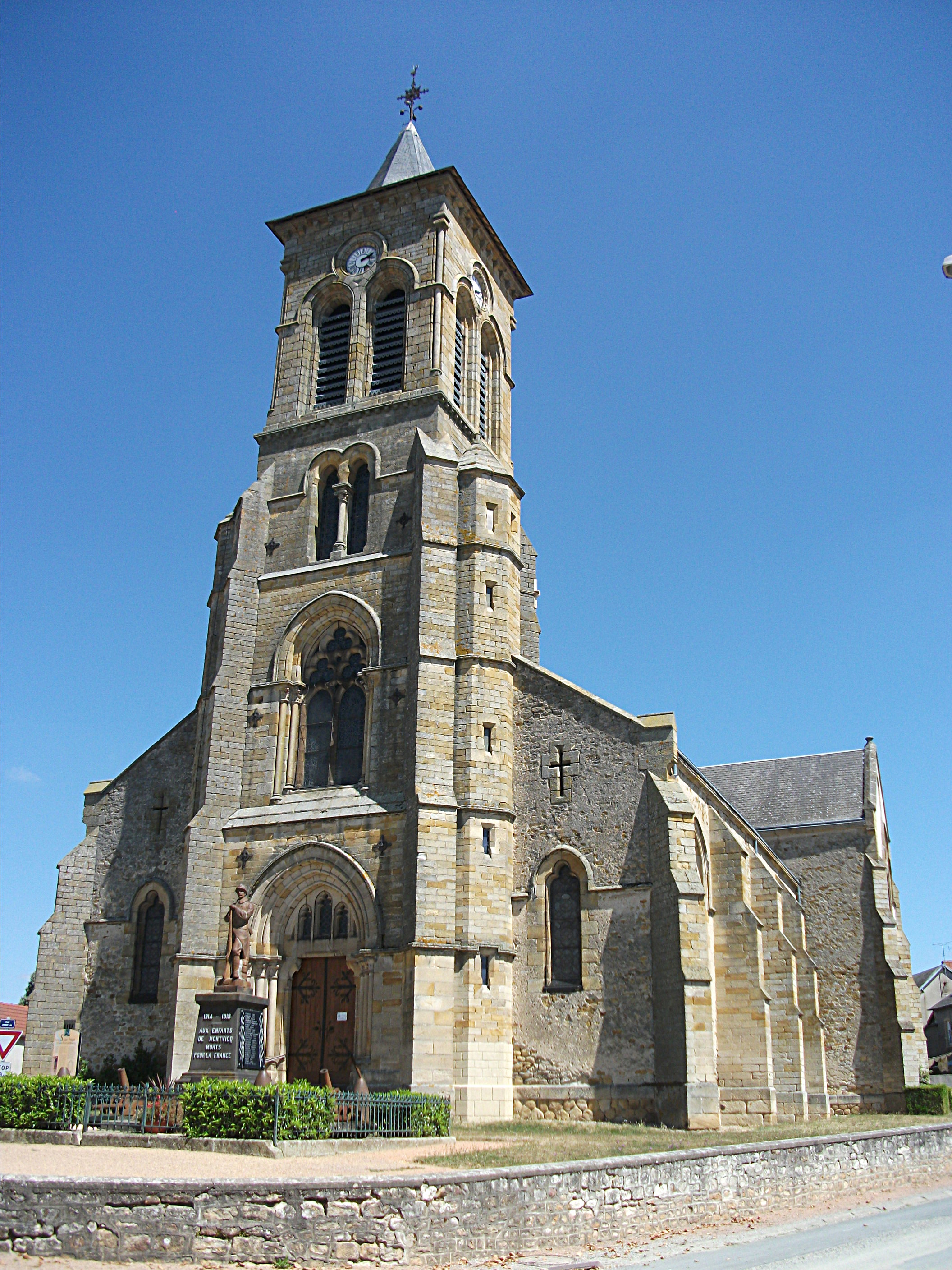
Kirche Saint-Prejet